# 八島莎拉拉
八島莎拉拉（日语：／ Yashima Sarara，1991年6月4日—）是日本的女性聲優，大阪府出身，事務所為Amuleto。血型A型，身高161公分。

## 簡歷
2011年以「Raymee Heavenly」名義進入Afilia Sherry's。2012年被選為鎌倉小姐，同年12月15日以第7期成員身份加入Afilia Saga East（現Afilia Saga）。2013年6月1日以「紫乃Reimi」名義成為Amuleto所屬。於2015年7月18日舉辦的單獨公演宣佈自己將從Afilia Saga畢業，並於同年9月29日舉行的畢業公演從Afilia Saga畢業。同年10月1日改以本名「八島莎拉拉」活動。

## 演出作品
粗體字為主要角色。

### 電視動畫
2013年
- 我的腦內戀礙選項（旁白）※以Raymee Heavenly名義

2015年
- 櫻子小姐的腳下埋著屍體（チカ）※播出時已改名，但仍以紫乃Reimi名義

2016年
- 魔法護士小麥R（女子B）
- 遊戲王ARC-V
- 美少女遊戲組合 Crane Game Girls（日语：美少女遊戯ユニット クレーンゲール）（小夜[14]）
- Scared Rider Xechs
- 美少女遊戲組合 Crane Game Girls Galaxy（小夜／）
- 謎解音（山墨芳英[15]）

2017年
- 烏菈菈迷路帖（客人）
- 偶像事變（星菜夏月[16]）

2018年
- 奴隷區 The Animation（足立栞）
- 京都寺町三條商店街的福爾摩斯（女大學生A）

2019年
- 八月的棒球甜心（初瀨麻里安[17]、美崎鬥士的少女）

2021年
- 演劇偶像（樋口真琴）

### OVA
2021年
- Alice in Deadly School（猪狩薰）

### 劇場版動畫
- 數碼寶貝大冒險tri. 第2章「決意」

### 網路動畫
2014年
- 駭客娃娃（クラミ）
- 美少女Mobage（モバミちゃん）

### 遊戲
2013年
- 嫁Colle（日语：嫁コレ）（Raymee Heavenly）

2015年
- 魔鬼戀人
- BRAVELY ARCHIVE D's report（ブッシュ・ド・ノエル）
- Miracle Girls Festival（日语：ミラクルガールズフェスティバル） ※動作捕捉演員

2016年
- 卡巴拉島～我想成為召喚士～（[18]）
- 偶像事變（星菜夏月[19]）

2017年
- 八月的棒球甜心（初瀨麻里安[20]）

### 網路節目
- （niconico直播，2016年8月10日[21]）
- （niconico直播，2016年8月10日[22]）

### 其他
- 溫泉女孩（雄琴寧寧）

## 音樂作品
Afilia Saga的活動請參考「Afilia Saga」

### 角色歌
| 發售日   | 商品名稱          | 演唱名義 | 歌曲                       | 備註                         |
| 2016年   | 2016年            | 2016年   | 2016年                     | 2016年                       |
| -------- | ----------------- | -------- | -------------------------- | ---------------------------- |
| 10月19日 | START UP, DREAM!! | with     | 「START UP, DREAM!!」 「」 | 《偶像事變》相關歌曲         |
| 2017年   |                   |          |                            |                              |
| 1月25日  |                   | SMILE♥X  | 「」                       | 電視動畫《偶像事變》片頭曲   |
| 1月25日  | 「」              | SMILE♥X  | 遊戲《偶像事變》主題曲     |                              |
| 2月22日  | Respect           | with     | 「Respect」                | 電視動畫《偶像事變》片尾曲   |
| 2月22日  | Respect           | with     | 「」                       | 電視動畫《偶像事變》相關歌曲 |

### 團體成員
1. 1 2  星菜夏月（八島莎拉拉）、鬼丸靜（淵上舞）
2. ↑  星菜夏月（八島莎拉拉）、鬼丸靜（淵上舞）、近堂幸惠（上田麗奈）、不動瑞希（Lynn）、飯塚櫻子（久保百合花）、桃井梅（仲谷明香）、天羽來葉（吉田有里）、小水流美香（赤﨑千夏）、闇†林檎大人（山本希望）

## 外部連結
- 事務所官方簡介（日語）
- 八島莎拉拉的X（前Twitter）（日語）